# 남양건설
남양건설은 1958년에 설립된 주식회사이다. 2010년 4월 2일 광주지방법원에 회생절차개시를 신청하여 2010년 4월 30일 회생절차개시결정을 받았고, 2010년 12월 24일 최종제출한 회생계획안은 2010년 12월 27일 인가결정을 받았다. 개시일로부터 6년 4개월의 회생절차를 정상수행 후 2016년 8월 3일 광주지방법원으로부터 기업회생절차 종결 결정을 받았다.

## 주요 사업내용
- 주요 사업내용 : 토목건축공사, 건축공사, 토목공사, 조경공사, 산업환경설비공사, 가스공사, 시설물공사
- 주요 취급품목 : 도로공사, 아파트공사, 산업환경설비공사, 조경공사, 가스공사, 시설물공사

## 회사연혁
- 1958-09-28          남양건설(주) 설립
- 1980-11-04          분뇨처리시설 설계, 시공업 등록(환경청)
- 1981-08-07          광주어린이 대공원 수영장 개장(민간자본유치 사업비 투자)
- 1982-02-20          진흥공업(주)(현 남진건설) 인수
- 1985-04-04          환경오염방지시설업 등록(수질, 대기분야)
- 1987-12-17          오수정화시설 설계, 시공업 등록
- 1989-06-17          소방설비공사업(89-1호) 등록(제1, 2종)
- 1991-09-30          해외건설업(제86호) 면허 취득
- 1992-03-02          폐기물처리시설 설계, 시공업 등록(일반폐기물)
- 1992-09-25          축산폐수정화시설 설계, 시공업 등록
- 1992-12-04          철강재설치공사업(제76호) 면허취득
- 1992-12-10          조경공사업(제47호) 면허취득
- 1996-09-03          자회사 남양정보기술(주)(현 엔와이인포텍) 설립
- 1996-10-30          (가스)시공자 등록(제1종)
- 1996-12-16          주택건설 분양 및 공급원 사업자 등록(나주시)
- 1997-05-30          소방설비공사업 면허갱신(업종 : 전문소방설비공사업)
- 1997-11-10          정보통신공사업(1등급) 취득(인수)
- 1998-07-03          익산지방국토관리청 우수건설업체 선정
- 1999-10-28          자회사 남양주택산업(주) 설립
- 2000-01-17          사회분야 발전공로 국민훈장모란장 수훈
- 2001-05-01          전사적자원관리시스템(ERP)구축 실행
- 2002-02-19          대한주택공사 우수시공업체 선정
- 2002-00-00          국무총리상 표창
- 2002-00-00          대통령표창(월드컵경기장)
- 2002-01-25          자회사 남양개발(주) 설립
- 2002-12-02          한경주거문화대상 수상(베스트경영부문)
- 2003-02-11          농업기반공사(현 한국농어촌공사) 우수건설업체 지정
- 2003-04-03          광주광역시 우수건설업체 지정
- 2003-04-07          전라남도 우수건설업체 지정
- 2003-05-26          대오건설(주) 흡수합병
- 2003-06-28          건설업 재해물 최우수업체 선정
- 2003-09-01          대한민국 경영인상 수상(대한매일(현 서울신문) 선정)
- 2003-12-02          자회사 남양환경개발(주) 설립
- 2004-03-15          대한주택공사(현 한국토지주택공사) 우수건설업체 지정
- 2005-06-30          재해율 우수업체 선정
- 2005-07-12          광주사무실 이전: 광주광역시 북구 경양로 170 (중흥등 712-14, 남양빌딩)
- 2005-08-01          시설물 유지관리업 등록
- 2005-11-01          대한민국 자랑스러운 건설 경영인상 수상(한국경제신문)
- 2006-09-12          광주매일신문사 인수
- 2006-11-14          남양문화재단 설립
- 2007-10-05          자회사 남양휴튼(주) 설립
- 2008-05-01          창립 50주년
- 2010-04-30          기업회생절차 개시
- 2010-12-27          기업회생절차 인가
- 2014-12-08          서울사무실 이전: 서울시 서초구 반포대로24길 47, 2층 (서초동, 석당빌딩)
- 2015-03-23          산업디자인업 면허 등록
- 2016-08-03          기업회생절차 종결

남양건설 웹사이트
1. ↑  “보관된 사본”. 2013년 8월 11일에 원본 문서에서 보존된 문서. 2014년 1월 14일에 확인함.